# Кулешовка (Краснодарский край)
Кулешо́вка — село в Белоглинском районе Краснодарского края России. Входит в состав Новопавловского сельского поселения.

## Варианты названия
- Кулешевка,
- Кулешовское,
- Кулишовский[3].

## Географическое положение
Село расположено в 9 км к востоку от административного центра поселения — села Новопавловки. В 3 км к востоку стык границ Краснодарского края, Ставропольского края и Ростовской области.

### Улицы
| - пер. Больничный, - пер. Вишнёвый, - пер. Западный, - пер. Центральный, - пер. Школьный, - пер. Южный, | - ул. Братьев Шатохиных, - ул. Мира, - ул. Молодёжная. |

## Население
| 1883 | 1884  | 2002  | 2010  |
| ---- | ----- | ----- | ----- |
| 1745 | ↗1815 | ↗2101 | ↘1831 |